# Procerodella japonica
Procerodella japonica is een platworm (Platyhelminthes). De worm is tweeslachtig. De soort leeft in het zoute water.
Het geslacht Procerodella, waarin de platworm wordt geplaatst, wordt tot de familie Uteriporidae gerekend. De wetenschappelijke naam van de soort werd voor het eerst geldig gepubliceerd in 1955 door Kato.